# Военный трибун
Вое́нный трибу́н (лат. tribunus militum) — командная должность в составе легиона в Древнеримском войске.

## История
Уже во времена царей начальников кавалерийских отрядов называли трибуном целеров. Командная должность военного трибуна была учреждена законами Канулея в 444 году до нашей эры. В эпоху Республики в каждом римском легионе было обычно шесть военных трибунов, которые должны были командовать легионом по очереди, каждый в течение двух месяцев. Как правило, военные трибуны происходили из знатных семей. Однако, поскольку они часто не имели достаточного опыта, а распыление командных функций существенно затрудняло руководство легионом, уже в эпоху, непосредственно предшествующую гражданским войнам (в частности, во время войны в Африке против царя Югурты), высшие военачальники передоверяли руководство легионом легатам — как правило, опытным военачальникам, иногда эти люди приходились им друзьями или родственниками. Трибунам при этом оставались вспомогательные и совещательные функции, а также командование отдельными выделенными подразделениями в одну или несколько когорт.
Особой разновидностью должности были военные трибуны с консульской властью (Tribunus militum consulari potestate). Они избирались в ранней Римской республике в 444—367 годах до нашей эры вместо консулов и правили государством.
С 362 года до нашей эры трибутные комиции (tribuni militum comitiati) получили право избирать шестерых трибунов, а с 311 года до нашей эры на основании закона Атилия-Марция — шестнадцать военных трибунов. С 207 года до нашей эры все 24 военных трибуна избирались в комициях (так называемые младшие комиции).
В эпоху Империи в каждом легионе был один военный трибун из числа сенаторов — трибун латиклавий (второй по старшинству в легионе после легата, носивший тунику с широкой пурпурной каймой) и пять — из сословия всадников — трибун ангустиклавий (они носили тунику с узкой пурпурной каймой).